# Ricardo Noir
Ricardo Daniel Noir Meyer (Villa Elisa, Entre Ríos, Argentina; 26 de febrero de 1987) es un exfutbolista y entrenador argentino.

## Trayectoria

### Boca Juniors
Hizo inferiores en el Club Atlético Villa Elisa de su ciudad natal, donde debutó y después, por su gran desempeño, llegó a Boca Juniors en 2003, año en el que llegó a las inferiores del club para jugar como delantero. Debutó en Primera División el 17 de mayo de 2008, en la victoria ante Racing Club por 2-1, convirtiendo el gol de la victoria en el último minuto de juego con un zurdazo cruzado. La camiseta de su debut fue la número 33.
Fue titular compartiendo la delantera con Martín Palermo en el Camp Nou el 16 de agosto de ese año frente al Barcelona, donde llevó a cabo un buen partido en la derrota agónica del equipo argentino por 2 a 1, correspondiente al Trofeo Joan Gamper. Después del mismo, un dirigente del conjunto catalán se interesó en el extremo y mantuvieron conversaciones con Boca Juniors acerca del jugador, que finalmente no se derivaron en un ofrecimiento formal.
El 26 de abril de 2009, durante el partido que Boca perdió 2-0 ante Rosario Central en Arroyito, sufrió una fractura en el tercio superior del peroné de la pierna derecha. Cinco meses después, el 20 de septiembre, volvió a sufrir otra grave lesión. Aquel día, frente a Godoy Cruz en La Bombonera, se rompió los ligamentos cruzados de la rodilla izquierda ante una brusca acción del defensor rival Jorge Curbelo, lo que le costó estar seis meses fuera de las canchas.
El 29 de julio de ese mismo año, fue titular frente al Manchester United en el Allianz Arena de Múnich correspondiente a las semifinales de la Copa Audi. El 5 de agosto también comenzó desde el inicio en la victoria por 1 a 0 frente a Aris Salónica en un amistoso disputado en Salónica, Grecia. 3 días más tarde, ingresó por Pablo Mouche en la victoria por 2 a 0 frente a AEK Atenas F.C. en el Estadio Olímpico de Atenas.

### Barcelona Sporting Club
A mediados de febrero de 2010, se confirmó su préstamo al Barcelona de Ecuador por un año. Anotó su primer gol el 27 de abril ante el Deportivo Cuenca. Marcó otros dos goles en la Copa Sudamericana 2010. 

### Segundo paso por Boca
El 18 de noviembre, debido a una lesión, Noir rescindió de mutuo acuerdo su contrato con Barcelona faltando dos fechas para que terminara el campeonato ecuatoriano, por lo que regresó a Boca. En el Torneo Clausura 2011 disputó ocho encuentros con Boca sin llegar a anotar. 

### Newell´s Old Boys
A fines de junio de 2011, fue cedido al club Newell's Old Boys de la ciudad de Rosario.

### Banfield
Después de terminar su contrato con Boca Juniors fichó para Club Atlético Banfield, con el que salió campeón de la Primera B Nacional 2013-14, logrando así el ascenso a la Primera División.

### Racing Club
A mediados de 2015, firmó con Racing Club de Argentina por 4 años. En dos temporadas con el club logró anotar 4 goles en 34 partidos.

### Universidad Católica
En julio de 2016, llegó a préstamo a la Universidad Católica de Chile por un año con opción de compra. Al poco tiempo de llegar el equipo ganó la Supercopa de Chile, mientras que en diciembre del mismo año se consagró campeón del Torneo de Apertura.

### Vuelta a Racing Club
Luego de su paso por los Cruzados, vuelve a la Academia para disputar la segunda fase de la Copa Sudamericana.

### Huracán
En enero de 2018 es cedido a préstamo por un año con opción de compra al club de Parque Patricios.

## Estadísticas

### Clubes
| Club | Div.                | Temporada           | Liga  | Liga  | Liga   | Copas Nacionales(1) | Copas Nacionales(1) | Copas Nacionales(1) | Torneos Internacionales(2) | Torneos Internacionales(2) | Torneos Internacionales(2) | Total | Total | Total  | Media goleadora(3) |
| Club | Div.                | Temporada           | Part. | Goles | Asist. | Part.               | Goles               | Asist.              | Part.                      | Goles                      | Asist.                     | Part. | Goles | Asist. | Media goleadora(3) |
| --- | ------------------- | ------------------- | ----- | ----- | ------ | ------------------- | ------------------- | ------------------- | -------------------------- | -------------------------- | -------------------------- | ----- | ----- | ------ | ------------------ |
| Boca Juniors Argentina |                     |                     |       |       |        |                     |                     |                     |                            |                            |                            |       |       |        |                    |
| 1.ª | 2007-08             | 4                   | 1     | 1     | ―      | ―                   | ―                   | 0                   | 0                          | 0                          | 4                          | 1     | 1     | 0,25   |                    |
| 1.ª | 2008-09             | 17                  | 3     | 0     | ―      | ―                   | ―                   | 7                   | 0                          | 1                          | 24                         | 3     | 1     | 0,12   |                    |
| 1.ª | 2009-10             | 4                   | 0     | 0     | ―      | ―                   | ―                   | 1                   | 0                          | 0                          | 5                          | 0     | 0     | 0,00   |                    |
| 1.ª | 2010-11             | 8                   | 0     | 0     | ―      | ―                   | ―                   | 0                   | 0                          | 0                          | 8                          | 0     | 0     | 0,00   |                    |
| Total club | Total club          | 33                  | 4     | 1     | 0      | 0                   | 0                   | 8                   | 0                          | 1                          | 41                         | 4     | 2     | 0,10   |                    |
| Barcelona · Ecuador | 1.ª                 | 2010                | 29    | 4     | 4      | ―                   | ―                   | ―                   | 4                          | 2                          | 2                          | 33    | 6     | 6      | 0,18               |
| Barcelona · Ecuador | Total club          | Total club          | 29    | 4     | 4      | 0                   | 0                   | 0                   | 4                          | 2                          | 2                          | 33    | 6     | 6      | 0,18               |
| Newell's Old Boys Argentina | 1.ª                 | 2011-12             | 18    | 2     | 0      | 1                   | 0                   | 0                   | 0                          | 0                          | 0                          | 19    | 2     | 0      | 0,10               |
| Newell's Old Boys Argentina | Total club          | Total club          | 18    | 2     | 0      | 1                   | 0                   | 0                   | 0                          | 0                          | 0                          | 19    | 2     | 0      | 0,10               |
| Banfield Argentina |                     |                     |       |       |        |                     |                     |                     |                            |                            |                            |       |       |        |                    |
| 2.ª | 2012-13             | 26                  | 2     | 3     | 1      | 0                   | 0                   | ―                   | ―                          | ―                          | 27                         | 2     | 3     | 0,07   |                    |
| 2.ª | 2013-14             | 32                  | 9     | 7     | 2      | 0                   | 0                   | ―                   | ―                          | ―                          | 34                         | 9     | 7     | 0,26   |                    |
| 1.ª | 2014                | 17                  | 3     | 2     | 0      | 0                   | 0                   | 0                   | 0                          | 0                          | 17                         | 3     | 2     | 0,17   |                    |
| 1.ª | 2015                | 10                  | 4     | 2     | 1      | 0                   | 0                   | 0                   | 0                          | 0                          | 11                         | 4     | 2     | 0,36   |                    |
| Total club | Total club          | 85                  | 18    | 14    | 4      | 0                   | 0                   | 0                   | 0                          | 0                          | 89                         | 18    | 14    | 0,20   |                    |
| Racing Club Argentina |                     |                     |       |       |        |                     |                     |                     |                            |                            |                            |       |       |        |                    |
| 1.ª | 2015                | 14                  | 0     | 0     | 4      | 0                   | 1                   | 0                   | 0                          | 0                          | 18                         | 0     | 1     | 0,00   |                    |
| 1.ª | 2016                | 10                  | 3     | 4     | 1      | 0                   | 0                   | 7                   | 1                          | 0                          | 18                         | 4     | 4     | 0,22   |                    |
| 1.ª | 2017-18             | 1                   | 0     | 0     | 0      | 0                   | 0                   | 2                   | 0                          | 0                          | 3                          | 0     | 0     | 0,00   |                    |
| Total club | Total club          | 25                  | 3     | 4     | 5      | 0                   | 1                   | 9                   | 1                          | 0                          | 39                         | 4     | 5     | 0,11   |                    |
| Universidad Católica · Chile | 1.ª                 | 2016-17             | 25    | 4     | 2      | 3                   | 0                   | 0                   | 8                          | 3                          | 1                          | 36    | 7     | 3      | 0,19               |
| Universidad Católica · Chile | Total club          | Total club          | 25    | 4     | 2      | 3                   | 0                   | 0                   | 8                          | 3                          | 1                          | 36    | 7     | 3      | 0,19               |
| Huracán Argentina | 1.ª                 | 2017-18             | 9     | 0     | 1      | 0                   | 0                   | 0                   | 0                          | 0                          | 0                          | 9     | 0     | 1      | 0,00               |
| Huracán Argentina | Total club          | Total club          | 9     | 0     | 1      | 0                   | 0                   | 0                   | 0                          | 0                          | 0                          | 9     | 0     | 1      | 0,00               |
| Atlético Tucumán Argentina | 1.ª                 | 2018-19             | 12    | 1     | 1      | 4                   | 0                   | 0                   | 3                          | 0                          | 0                          | 19    | 1     | 1      | 0,05               |
| Atlético Tucumán Argentina | Total club          | Total club          | 12    | 1     | 1      | 4                   | 0                   | 0                   | 3                          | 0                          | 0                          | 19    | 1     | 1      | 0,05               |
| Belgrano Argentina | 2.ª                 | 2019-20             | 12    | 2     | 0      | 1                   | 0                   | 0                   | ―                          | ―                          | ―                          | 13    | 2     | 0      | 0,15               |
| Belgrano Argentina | Total club          | Total club          | 12    | 2     | 0      | 1                   | 0                   | 0                   | 0                          | 0                          | 0                          | 13    | 2     | 0      | 0,15               |
| San Martín de Tucumán Argentina | 2.ª                 | 2020/2021           | 6     | 1     | 0      | 0                   | 0                   | 0                   | ―                          | ―                          | ―                          | 6     | 1     | 0      | 0,16               |
| San Martín de Tucumán Argentina | Total club          | Total club          | 6     | 1     | 0      | 0                   | 0                   | 0                   | 0                          | 0                          | 0                          | 6     | 1     | 0      | 0,16               |
| Atlético Palmaflor · Bolivia | 1.ª                 | 2021                | 19    | 3     | 1      | ―                   | ―                   | ―                   | 2                          | 0                          | 0                          | 21    | 3     | 1      | 0,14               |
| Atlético Palmaflor · Bolivia | Total club          | Total club          | 19    | 3     | 1      | 0                   | 0                   | 0                   | 2                          | 0                          | 0                          | 21    | 3     | 1      | 0,14               |
| Gimnasia (CdU) Argentina | 3.ª                 | 2022                | 4     | 0     | 0      | 0                   | 0                   | 0                   | ―                          | ―                          | ―                          | 4     | 0     | 0      | 0,00               |
| Gimnasia (CdU) Argentina | Total club          | Total club          | 4     | 0     | 0      | 0                   | 0                   | 0                   | 0                          | 0                          | 0                          | 4     | 0     | 0      | 0,00               |
| Paysandú · Uruguay | 3.ª                 | 2022                | 0     | 0     | 0      | 0                   | 0                   | 0                   | ―                          | ―                          | ―                          | 0     | 0     | 0      | 0,00               |
| Paysandú · Uruguay | Total club          | Total club          | 0     | 0     | 0      | 0                   | 0                   | 0                   | 0                          | 0                          | 0                          | 0     | 0     | 0      | 0,00               |
| Total en su carrera | Total en su carrera | Total en su carrera | 277   | 42    | 29     | 18                  | 0                   | 1                   | 34                         | 6                          | 4                          | 329   | 48    | 34     | 0,15               |
| (1) Incluye Copa Argentina, Copa Chile y Supercopa de Chile. (2) Incluye Copa Libertadores y Copa Sudamericana. (3) Media de goles por encuentro. No incluye goles en partidos amistosos. |                     |                     |       |       |        |                     |                     |                     |                            |                            |                            |       |       |        |                    |

## Palmarés

### Campeonatos nacionales
| Título             | Equipo               | País      | Año     |
| ------------------ | -------------------- | --------- | ------- |
| Primera División   | Boca Juniors         | Argentina | 2008-A  |
| Primera B Nacional | Banfield             | Argentina | 2013-14 |
| Supercopa de Chile | Universidad Católica | Chile     | 2016    |
| Primera División   | Universidad Católica | Chile     | 2016-A  |

### Campeonatos internacionales
| Título              | Equipo       | Sede         | Año  |
| ------------------- | ------------ | ------------ | ---- |
| Recopa Sudamericana | Boca Juniors | Buenos Aires | 2008 |